# زعفرانی
زعفران (#F4C430)
زعفرانی Saffron نوعی رنگ است که از گروه طلایی محسوب می‌شود و نام آن برگرفته از زعفران است.

### زعفران

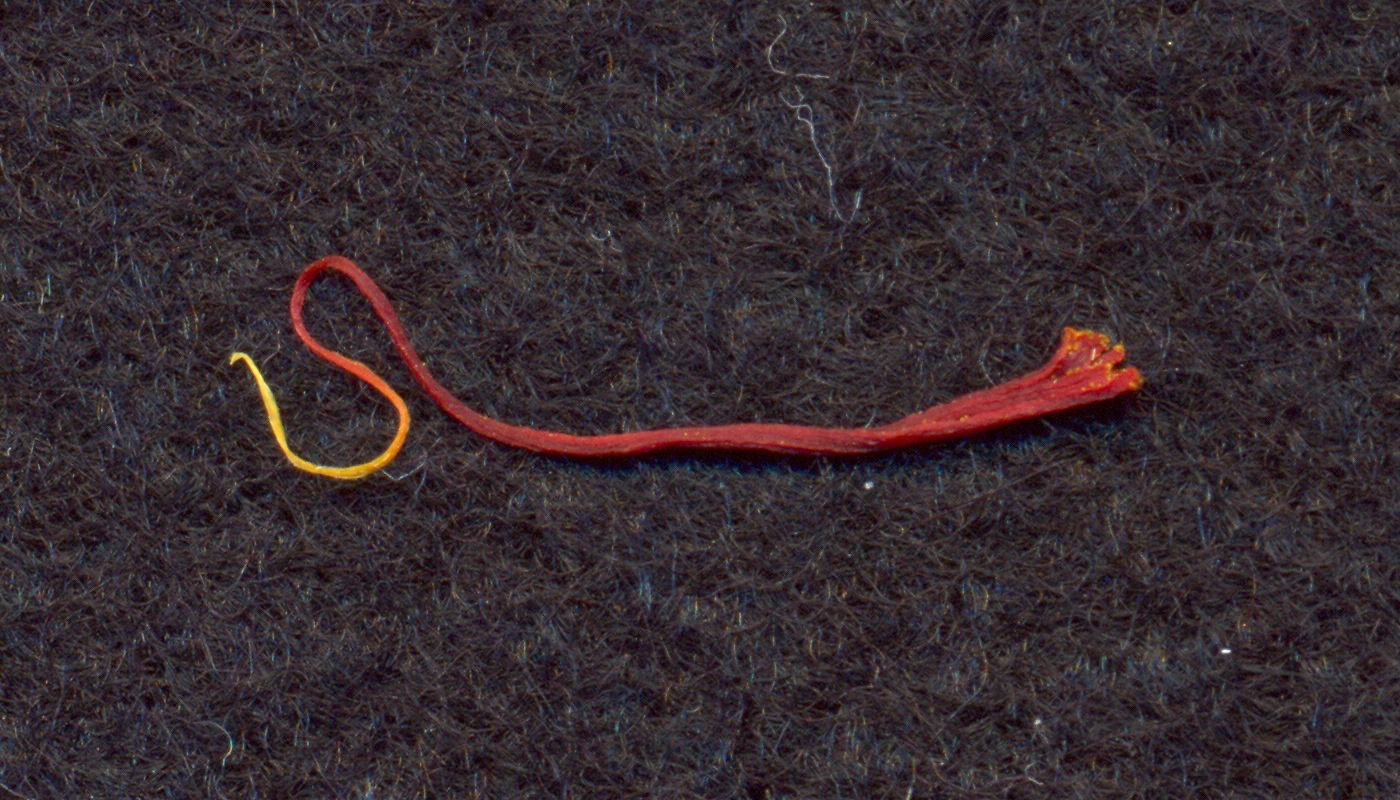
یک کلوزآپ از یک زعفران با طول.

## زیرگروه‌های زعفران

### زعفرانی تیره
زعفرانی تیره (गेरुआ या भगवा) در پرچم هند نیز استفاده شده‌است.

## مقایسه رنگ‌های زعفرانی
زعفرانی (Hex: #F4C430) (RGB: 244, 196, 48)
 زعفرانی تیره (Hex: #FF9933) (RGB: 255, 153, 51)